# Arroyo Amarillo
El Arroyo Amarillo  es un curso de agua uruguayo, ubicado en el departamento de Cerro Largo, perteneciente a la cuenca hidrográfica de la laguna Merín. Nace en la Cuchilla de Cambota, sigue su curso de norte a sur y desemboca en el río Tacuarí.